# Haus Azuma

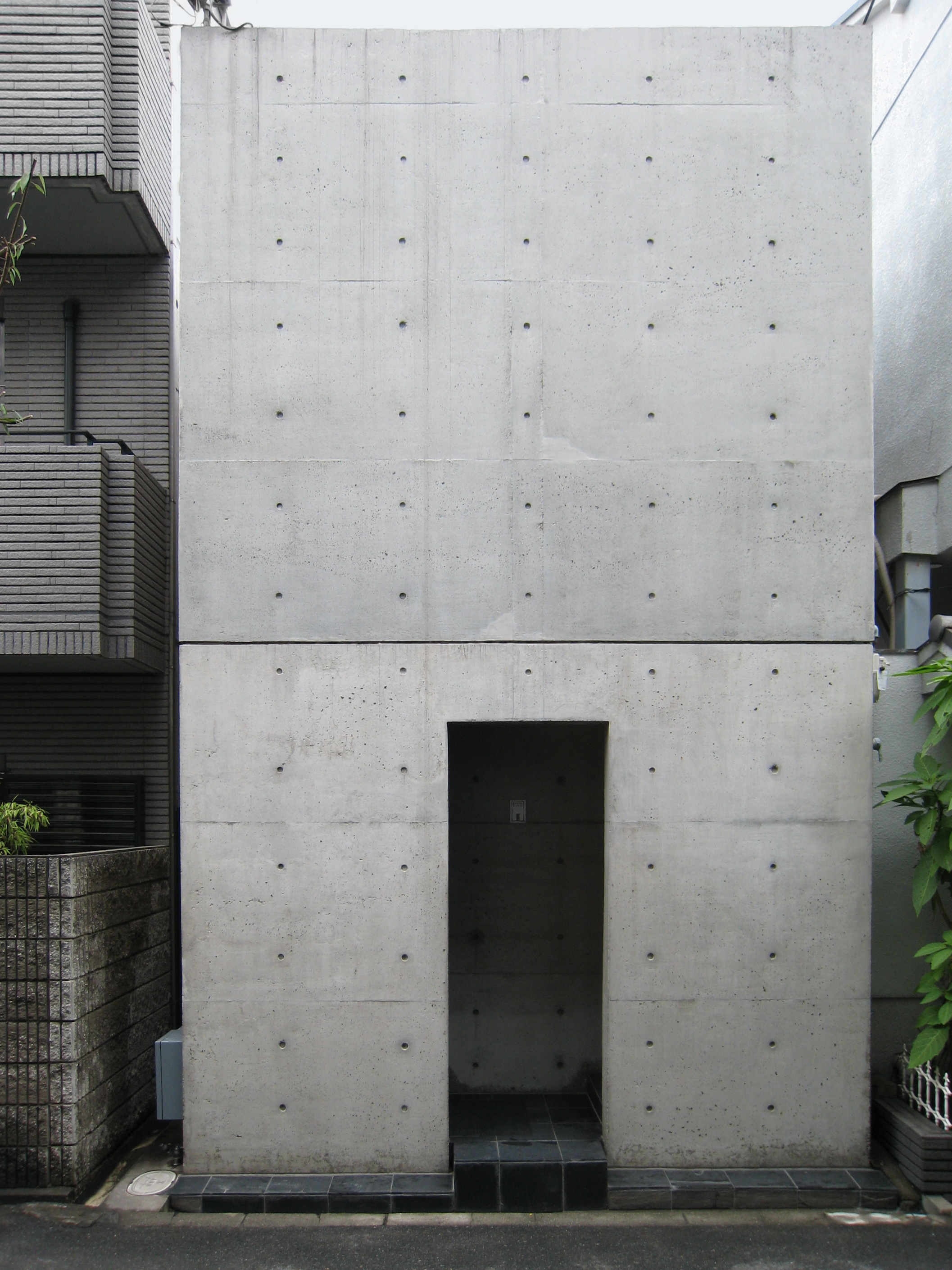
Ansicht des Hauses Azuma von der Straße aus gesehen

Das als Haus Azuma bekannte „Reihenhaus von Sumiyoshi“ (jap. 住吉の長屋, Sumiyoshi no nagaya) im Stadtbezirk Sumiyoshi von Osaka ist eines der ersten und bekanntesten Bauwerke des japanischen Architekten Tadao Andō und ein konsequentes Beispiel für die Architektur des Minimalismus.
Das Gebäude wurde 1976 fertiggestellt und weist die typischen Merkmale von Andōs Architektur auf, so zum Beispiel die hauptsächliche Nutzung von Sichtbeton als Baumaterial. Das auf rechteckigem Grundriss angelegte, doppelstöckige Haus beherbergt vier Räume, die über einen Innenhof miteinander verbunden sind. Vom Innenhof aus gelangt man über eine Treppe auf einen Steg, der die beiden oberen Räume verbindet. Bei jedem Raumwechsel muss der nach oben geöffnete Innenhof durchquert werden. Markant ist auch die der Straße zugewandte, fensterlose Front. Die einzigen Fenster weisen in den Hof. Somit wird dieser automatisch zum Zentrum des Hauses.